# Diaconia

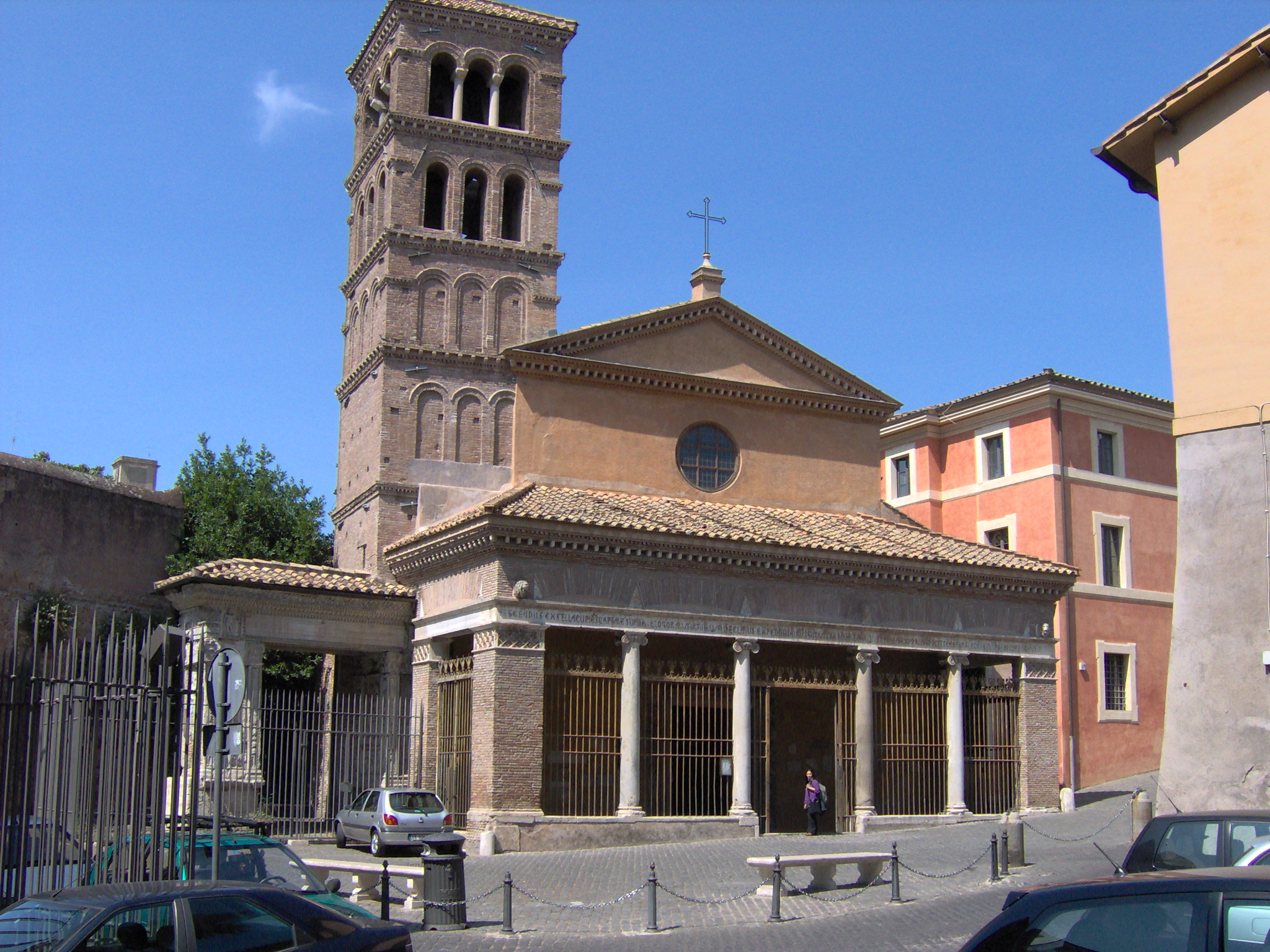
San Giorgio in Velabro är en av de tidigaste diakoniorna.

Diaconia, klassisk grekiska διακονία, ”tjänst”, ”service”, var i det fornkristna Rom en särskild institution som sörjde för de fattiga. Denna välgörenhetsinrättning var knuten till en kyrkobyggnad.

## Lista över de ursprungliga diakoniorna
| Nummer | Namn                                | Kommentar      |
| ------ | ----------------------------------- | -------------- |
| 1      | Sant'Adriano al Foro                | avskaffad 1946 |
| 2      | Sant'Agata dei Goti                 |                |
| 3      | Sant'Angelo in Pescheria            |                |
| 4      | San Bonifacio                       |                |
| 5      | Santi Cosma e Damiano               |                |
| 6      | Sant'Eustachio                      |                |
| 7      | San Giorgio in Velabro              |                |
| 8      | Santa Lucia in Selci                | avskaffad 1587 |
| 9      | Santa Lucia in Septisolio           | avskaffad 1587 |
| 10     | Santa Maria in Adriano              |                |
| 11     | Santa Maria Antiqua                 |                |
| 12     | Santa Maria in Aquiro               |                |
| 13     | Santa Maria in Caput Portici        |                |
| 14     | Santa Maria in Cosmedin             |                |
| 15     | Santa Maria in Domnica              |                |
| 16     | Santa Maria in Portico Octaviae     |                |
| 17     | Santa Maria in Via Lata             |                |
| 18     | Santi Nereo e Achilleo              |                |
| 19     | Santi Sergio e Bacco al Foro Romano | avskaffad 1587 |
| 20     | Santi Silvestro e Martino           |                |
| 21     | San Silvestro prope Sanctum Petrum  |                |
| 22     | San Teodoro                         |                |
| 23     | Santi Vito, Modesto e Crescenzia    |                |